# Johann Christian Engelschall
Johann Christian Engelschall (* 26. April 1675 in Oelsnitz (Vogtland); † 11. Juli 1749 in Johanngeorgenstadt) war ein evangelischer Pfarrer und Chronist.

## Leben
Johann Christian wurde als zweiter Sohn des Oelsnitzer Superintendenten Johann Caspar Engelschall (1638–1708) und dessen Frau Sophia Margaretha geb. Gottsmann (1649–1717) geboren. Seine ersten Schulkenntnisse erwarb er in seiner Heimatstadt. Am 30. Juni 1688 wurde er in die kursächsische Fürstenschule Pforta aufgenommen, die bereits von 1653 bis 1659 sein Vater besucht hatte. Im Sommersemester 1696 ließ sich Engelschall an der Universität Leipzig immatrikulieren. Noch vor dem Abschluss seines Studiums bewarb sich der 24-Jährige um die vakante Pfarrstelle in der erzgebirgischen Bergstadt Johanngeorgenstadt. Er erhielt die Stelle und trat diese 1699 an. Sieben Wochen nach seiner Probepredigt hielt er am  24. Sonntag nach Trinitatis seine Anzugspredigt.
Am 17. April 1701 erwarb Engelschall mit der Verteidigung seiner achtzigseitigen Arbeit „Petrus peccans et poenitens, ex historia passionis Dominicae de scriptus“ an der theologischen Fakultät der Universität Leipzig den akademischen Grad Licentiatus theologiae (Lic. theol.).
Am 1. November 1701 heiratete er in Johanngeorgenstadt Maria Magdalena Glaßmann, eine Tochter des 1680 in Frankfurt am Main verstorbenen Handelsmanns Zacharias Glaßmann, die nach nur einem Jahr Ehe am 17. November 1702 „in Kindesnöten“ starb. Im benachbarten Eibenstock ging Engelschall am 23. Oktober 1703 mit der Witwe Anna Juliana Gottschald geb. Siegel seine zweite Ehe ein, aus der ein Sohn und eine Tochter hervorgingen. Auch Anna Juliana starb nach vierjähriger Ehe im November 1707 früh. Im Jahr darauf starb im zweiten Lebensjahr auch seine Tochter. Das Epitaph für Mutter und Kind ist bis heute auf dem Friedhof in Johanngeorgenstadt erhalten geblieben. In den ersten Jahren seiner seelsorgerischen Tätigkeit in Johanngeorgenstadt erhielt Engelschall aktive Unterstützung durch den Diakon Salomon Krauß, durch den er, zum zweiten Mal verwitwet, dessen Tochter Regina kennenlernte, die er am 6. November 1708 in Breitenbrunn/Erzgeb. heiratete.

Aus seiner dritten Ehe gingen fünf Kinder, darunter zwei Zwillingspärchen, hervor. Die beiden männlichen Zwillinge verstarben einjährig, die drei Mädchen überlebten. Das Epitaph für Engelschalls Zwillinge und deren Mutter, die am 6. April 1714 starb, ist ebenfalls noch heute erhalten.
Im vogtländischen Morgenröthe schloss Engelschall am 7. Mai 1715 seine vierte Ehe mit Christiana Siegel († 1766), der Tochter des dortigen Hammerherrn Gideon Siegel. Die Mehrzahl der acht Kinder dieser Ehe starb im Kindesalter. Nur drei Töchter überlebten ihren Vater. Engelschalls Sohn Gottlieb Heinrich, der am 29. Juli 1740 in die Fürstenschule Pforta aufgenommen worden war, starb dort im März 1746, was seinen Vater hart traf. Engelschall selbst, der oft kränkelte, starb nach 34 Ehejahren am 11. Juli 1749 im 75. Lebensjahr in Johanngeorgenstadt.

## Werke
- Beschreibung Der Exulanten- und Bergstadt Johann Georgen Stadt: In vier Theilen vorstellende, I. Der Exulanten Zustand und wohin sie sich gewendet. II. Der Stadt Anbau, Wachsthum und darinnen vorgefallene Begebenheiten. III. Den dasigen Bergbau, dessen Ursprung, fündige Metallen und sämtliche Zechen. IV. Das eingepfarrte Hammerwerck Wittichsthal, wie auch die Obere- und Untere-Jugel, Leipzig 1723 (Digitalisat der Originalausgabe in der Bayerischen Staatsbibliothek) (Erweiterter Nachdruck: Stuttgart 1997)
- Drey Jubel-Predigten: Vorstellend Die Evangelisch-Lutherische Lehre, Der Evangelisch-Lutherischen Kirchen Trost, und denen Evangelisch-Lutherischen Christen obliegende Pflicht ; Wurden Bey Hoher Feyer Des andern Evangelisch-Lutherischen Jubel-Festes, Jm Jahr 1717. den 31. Octobr. 1. u. 2. Novembr. Aus denen vorgeschrieben Texten 2. Epist. Petri I, 19. Psalm XLVI, 2.-6. 1. Tim. VI, 12.-16. vorgetragen, Dresden 1718. (Digitalisat in der Universitäts- und Landesbibliothek Sachsen-Anhalt)